# Friedrich Demmer
Friedrich « Fritz » Demmer (né le 17 avril 1911 à Vienne et mort à la fin du XXe siècle) est un joueur professionnel de hockey sur glace autrichien.

## Carrière
Friedrich Demmer joue dès 1928 au Wiener Eislauf-Verein et remporte plusieurs fois le championnat autrichien. Après la fusion en 1939 du WEV et du EK Engelmann pour former le Wiener EG, il continue à jouer à Vienne et gagne en 1940 le titre allemand. En 1941, il rejoint le Mannheimer ERC. Il arrive en 1943 au KSG Brandenburg qui deviendra l'année suivante le Berliner Schlittschuhclub. Après la Seconde Guerre mondiale, il revient au Wiener Eislauf-Verein.
Avec l'équipe d'Autriche, il participe aux Jeux olympiques de 1936 et aux championnats du monde de 1930 à 1935 ainsi qu'au championnat d'Europe 1932. L'équipe autrichienne est championne du monde en 1931. Après l'Anschluss, il intègre l'équipe allemande pour le championnat du monde 1939. Après la Seconde Guerre mondiale, il est de nouveau dans l'équipe d'Autriche et participe aux Jeux olympiques de 1948 et aux championnats du monde 1947, où l'Autriche remporte la médaille de bronze, et 1949.